# إيما بيردسال
إيما بيردسال (بالإنجليزية: Emma Birdsall)‏ هي مغنية أسترالية، ولدت في 21 يناير 1992 في سيدني في أستراليا.

## وصلات خارجية
- إيما بيردسال على موقع IMDb (الإنجليزية)
- إيما بيردسال على موقع ميوزك برينز (الإنجليزية)